# 邦亨河

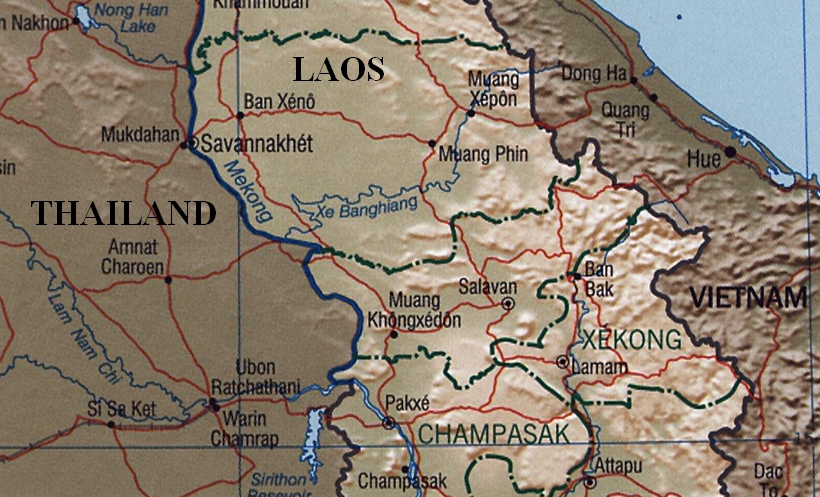
邦亨河

邦亨河（Banghiang River），是位於寮國沙灣拿吉省的一條河流，為湄公河左岸支流。它發源於安南山脈西側，於凱山豐威漢市（舊名沙灣拿吉）附近注入湄公河。